# マクマホン準男爵
マクマホン準男爵（英: McMahon baronets）は、イギリスの準男爵位。マクマホン姓の者に対して二度創設されており、ともに連合王国準男爵位である。1817年創設の準男爵位1つが現存する。

## ダブリンのマクマホン準男爵（1814年）
ウィリアム・マクマホンはアイルランド・マンスター地方で法廷弁護士を務めていた人物である。異母弟に国王秘書官を務めた陸軍軍人ジョン・マクマホンがいる。弟ジョンの引き合いにより、ウィリアムは1814年に連合王国準男爵位を与えられた。
孫にあたる第4代準男爵サー・ライオネル・マクマホンが1926年に死去すると、他に継ぐべき者もおらず準男爵位は廃絶した。
- 初代準男爵サー・ウィリアム・マクマホン（英語版） (1776–1837)
- 第2代準男爵サー・ベレスフォード・バーストン・マクマホン (1808–1873)
- 第3代準男爵サー・ウィリアム・サミュエル・マクマホン (1839–1905)
- 第4代準男爵サー・ライオネル・マクマホン (1856–1926)

## アシュリー・マナーのマクマホン準男爵（1817年）
その祖ジョン・マクマホンは、上記のウィリアム・マクマホンの異母弟にあたる。ジョンは陸軍軍人として活動後、ジョージ王太子（のちのジョージ4世）に見いだされて国王秘書官と国王手許金会計長官を務めた。1817年に官職を辞したが、このタイミングで連合王国準男爵位を授けられた。
この準男爵位は現在も続いており、子孫の第9代準男爵サー・パトリック・マクマホンが現当主である。
- 初代準男爵サー・ジョン・マクマホン (1754-1817)
- 第2代準男爵サー・トマス・マクマホン（英語版） (1779–1860)
- 第3代準男爵サー・トマス・ウェストロップ・マクマホン（英語版） (1814–1892)
- 第4代準男爵サー・オーブリー・ホープ・マクマホン (1862–1893)
- 第5代準男爵サー・ホレース・ウェストロップ・マクマホン (1863–1932)
- 第6代準男爵サー・エア・マクマホン (1860–1935)
- 第7代準男爵サー・ウィリアム・パトリック・マクマホン (1900–1977)
- 第8代準男爵サー・ブライアン・パトリック・マクマホン (1942–2018)
- 第9代準男爵サー・パトリック・ジョン・ウェストロップ・マクマホン (1988- )